# Heinz Nixdorf
Heinz Nixdorf (født 9. april 1925 i Paderborn, død 17. marts 1986 i Hannover) var en tysk industrimand. Han grundlagte Labor für Impulstechnik, senere Nixdorf Computer AG. Firmaets hovedsæde var beliggende i Paderborn og udviklede og producerede bank- og kasseterminalsystemer, pengeautomater samt kontor- og personcomputere. Terminalsystem- og pengeautomatdelen er nu overtaget af Wincor-Nixdorf, mens computerdelen er overtaget af Siemens-koncernen.
- Wikimedia Commons har flere filer relateret til Heinz Nixdorf